# Eduard May

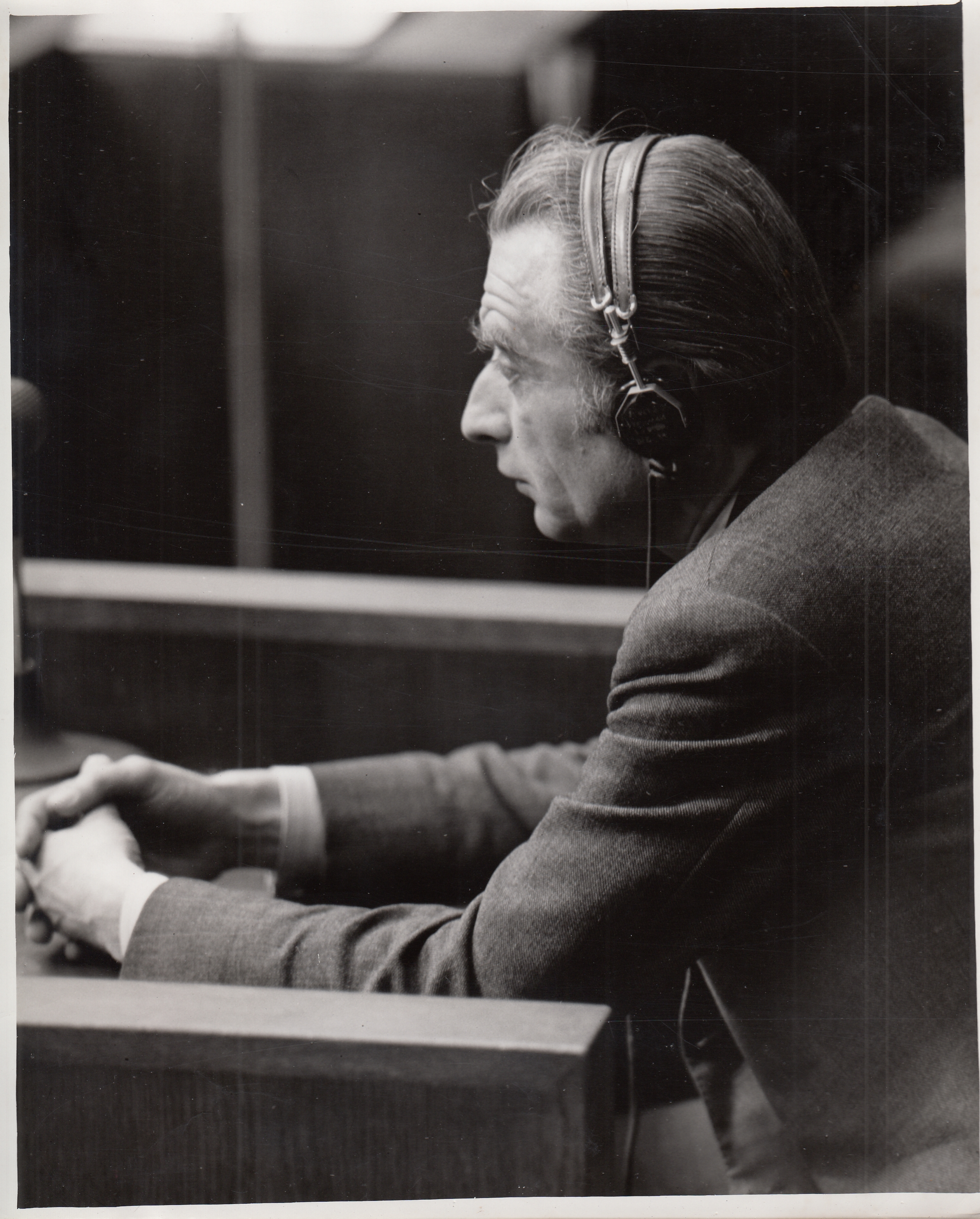
Eduard May als Zeuge im Nürnberger Ärzteprozess 1946/47

Eduard May (* 14. Juni 1905 in Mainz; † 10. Juli 1956 in Berlin) war ein deutscher Biologe, Wissenschaftstheoretiker und Naturphilosoph.

## Biografie
Von Eduard Mays Jugend ist bekannt, dass er in Frankfurt am Main eine Oberrealschule besucht hatte. Es folgte ein Studium der Zoologie an der Universität Frankfurt. Dort promovierte er 1929 bei Otto zur Strassen mit einer Dissertation über Schiffsbohrwürmer. Danach arbeitete er über Libellen am Senckenberg-Museum in Frankfurt.
Zeitgleich war May als Spezialist für Schädlingsbekämpfung und Pflanzenschutz in der chemischen Industrie tätig (Gebrüder Borchers, Goslar). Nach eigener Auskunft wurden ihm mehrere Patente erteilt. 1941 zog er nach München, später nach Starnberg. Im Jahre 1942 habilitierte er sich an der Universität München mit der Abhandlung Am Abgrund des Relativismus als ‚Dinglerianer‘ für die Fächer Naturphilosophie, Geschichte und Methodik der Naturwissenschaften. Seine Habilitationsschrift war 5 Jahre zuvor von der Preußischen Akademie der Wissenschaften in Berlin preisgekrönt worden; Eduard Spranger und Nicolai Hartmann waren die Preisrichter. May gehörte zum engeren Freundeskreis des Philosophen Hugo Dingler.
May wurde 1941 wegen eines chronischen Ohrenleidens als wehruntauglich eingestuft und war deshalb im Zweiten Weltkrieg nicht in die Wehrmacht eingezogen worden. Er wurde ab 1942 als Leiter der Entomologischen Abteilung in der Forschungsstätte für wehrwissenschaftliche Zweckforschung des SS-Ahnenerbes dienstverpflichtet, mit Sitz im Konzentrationslager Dachau. 1943 erhielt er einen Forschungsauftrag (höchste Dringlichkeitsstufe (Stufe “SS”) des Reichsforschungsrates) mit der Zielvorgabe, neue Gegenmittel zur Bekämpfung der Übertragung von Stechmücken und Malariamücken zu entwickeln. Er wurde 1943 zur Rattenbekämpfung im KZ Auschwitz eingesetzt. May beteiligte sich an Projekten zur biologischen Kriegsführung zum Beispiel dem Abwurf infizierter Malariamücken.
Mays letztere Tätigkeit führte 1945 nach Kriegsende zu seiner Inhaftierung durch die amerikanische Besatzungsmacht. Er wurde jedoch noch im selben Jahr wieder auf freien Fuß gesetzt, da seine wissenschaftliche Arbeit laut seiner Aussage allein der Insektenbekämpfung gegolten hatte und er sich nach Aussage seines Vorgesetzten Wolfram Sievers weigerte, Versuche an Menschen vorzunehmen. Außerdem konnte er geltend machen, dass er nie Mitglied der NSDAP oder einer ihrer Organisationen gewesen war. Seinen Lehrauftrag an der Universität München büßte er allerdings ein. Am 14. April 1947 trat May bei den Nürnberger Prozessen als Zeuge auf.
1948 gründete May die philosophische Fachzeitschrift Philosophia naturalis, deren erster Band im Jahr 1950 herausgegeben wurde. May lehrte von 1950 bis 1956 an der Freien Universität Berlin. Nachdem er zunächst auf ein Extraordinariat berufen worden war, trat er dort 1951 die Nachfolge Hans Leisegangs als Professor für Philosophie und Direktor des Philosophischen Seminars an.
Bereits im darauffolgenden Jahr stellte sich eine schwere Krankheit ein, der Eduard May vier Jahre später, am 10. Juli 1956, erlag.

## Werke (Bücher, Aufsätze)
- Libellen oder Wasserjungfrauen (Odonata). In: Maria Dahl, Hans Bischoff (Hrsg.): Die Tierwelt Deutschlands und der angrenzenden Meeresteile nach ihren Merkmalen und nach ihrer Lebensweise. 27. Teil. Jena 1933.
- Die Konsequenzen der modernen Quantentheorie in ihrer wissenschaftslogischen Struktur und in ihren Beziehungen zu erkenntnistheoretischen Fragen. in: Grete Hermann, Eduard May, Thilo Vogel: Die Bedeutung der Modernen Physik für die Theorie der Erkenntnis – Drei mit dem Richard Avenarius-Preis ausgezeichnete Arbeiten. Leipzig 1937, S. 118–154.
- Zur Frage der Überwindung des Vitalismus. In: Zeitschrift für die gesamte Naturwissenschaft. Nummer II, 1937/1938, S. 375–399.
- Die Idee der mechanischen Naturerklärung und ihre Bedeutung für die physikalische Wissenschaft. In: Zeitschrift für die gesamte Naturwissenschaft. Nummer 5, 1939, S. 2–23.
- Dingler und die Überwindung des Relativismus. In: Zeitschrift für die gesamte Naturwissenschaft. Nummer 7, 1941, S. 137 ff.
- Am Abgrund des Relativismus. Berlin 1941. 2. verbesserte Auflage 1942.
- Der Gegenstand der Naturphilosophie. In: Kant-Studien. Nummer 42, 1942/1943, S. 146–175.
- Kleiner Grundriss der Naturphilosophie. Meisenheim 1949.
- Schopenhauers Lehre von der Selbstentzweiung des Willens. 33. Schopenhauer-Jahrbuch, 1949/1950, S. 1–9.
- Das Vitalismusproblem und die Erklärung der Lebensphänomene. In: Philosophia naturalis. Band 2, 1952, S. 251–257.
- Filosofia natural. In: Breviarios del Fondo del Cultura Economica Mexico. Nummer 88: Filosofia. Übersetzung Eugenio Imas. Mexico 1953. 2. Auflage 1966.
- Das Kausalproblem in der Biologie. In: Zoologischer Anzeiger. Suppl. 18, 1954, S. 388–407.
- Vom Geist der Wissenschaft. In: Veritas, Justitia, Libertas. Festschrift der Freien Universität Berlin zur 200-Jahr-Feier der Columbia University New York, 1954.
- Schopenhauer und die heutige Naturphilosophie. In: 36. Schopenhauer-Jahrbuch. 1955, S. 10–24.
- Heilen und Denken. Mit einer medizinischen Einführung von Freiherr von Kress. (= Hans Haferkamp (Hrsg.): Arzt und Arznei. Band 1). Berlin 1956.
- Meine drei Begegnungen mit Schopenhauer. In: Zeitschrift für philosophische Forschung. Nummer XIII, 1959, S. 134–138 (postum veröffentlicht).